# Rio Quêssua
O rio Quessua é um curso d'água em Angola, afluente do rio Malanje. Está localizado na província de Malanje, na zona central do país, 300 km a leste de Luanda, capital do país. O Quêssua faz parte da bacia do Cuanza.
1. ↑  Quéssua sa Geonames.org (cc-by); post updated 2011-04-19; database download sa 2015-11-07